# Nanteuil-en-Vallée
Nanteuil-en-Vallée é uma comuna francesa na região administrativa da Nova Aquitânia, no departamento de Charente. Estende-se por uma área de 68,85 km². Em 2010 a comuna tinha 1 401 habitantes (densidade: 20,3 hab./km²).